# Ariadna na Naxu (Benda)
Ariadne auf Naxos (Ariadna na Naxu) je jednoaktový melodram pro dva účinkující českého hudebního skladatele Jiřího Antonína Bendy na německé libreto Johanna Christiana Brandese podle kantáty Jindřicha Viléma z Gerstenberka. Jde o zpracování známého antického příběhu o statečném Théseovi, který osvobodil Athény od potupného úvazku vůči krétskému králi Minovi.

## Historie
Dílo vzniklo na objednávku Abela Seylera, jehož divadelní společnost přijedla do Gothy v roce 1774. Premiéra díla se konala 27. ledna 1775 na zámku Friedenstein, v Gotě.

## České provedení
V českých zemích, konkrétně v době Protektorátu Čechy a Morava, uvedlo tento Bendův melodram v roce 1941 divadlo D 41 E. F. Buriana. Druhou část představení tvořila opera Josefa Kohouta Zámečník. Melodram několikrát uvedl v roce 1965 také soubor Opera Antiqua Bohemica – tehdy pod vedením Jaroslava Šonského, který se k Bendovu melodramatu vrátil znovu se svým souborem Martinů Strings Prague v roce 2017 a uvedl jej v cyklu Hudba bez hranic. Z pozdějších uvedení tohoto melodrama lze zmínit např. to z roce 2018 v rámci Mezinárodního hudebního festivalu Petra Dvorského na zámku Valeč. K zatím poslednímu uvedení došlo v dubnu 2022 a to v Pardubicích v podání Komorní filharmonie Pardubice.

## Nahrávky
- Supraphon ‎1 12 1633: Marie Tomášová (Ariadna), Vlastimil Fišar (Theseus), Viola Zinková (Oreada, horská nymfa), Ars rediviva, Milan Munclinger (1975)
- Arco Diva ‎UP 0066-2 231: Jitka Molavcová (Ariadna), Alfred Strejček (Theseus), Ludmila Mecerodová (Oreada, horská nymfa), Komorní filharmonie Pardubice, Jaroslav Krček (2003)